# Pastruga
Pastruga (lat. Acipenser stellatus), poznata i kao dunavska jesetra ili zvjezdan, jedna je od najrjeđih i prehrambeno najvažnijih riba roda Acipenser.
Važna je za proizvodnju kavijara, a meso se smatra delikatesom u okolici Kaspijskog jezera.

## Rasprostranjenost
Pastruga živi u Crnom moru, Azovskom moru, Kaspijskom jezeru, rijekama Volgi, Dunavu, Donu, Uralu, Tereku, Sulaku i Kuri. Ponekad zaluta u Egejsko i Jadransko more.
U Dunavu se ne pojavljuje uzvodnije od Srbije jer Hidroelektrana Đerdap predstavlja nepremostivu prepreku za njene migracije. Prije izgradnje HE Đerdap, pastruga je nastavala i donji tok rijeka Save i Drave.

## Opis vrste
Pastruga naraste do najviše 220 cm. Tijelo joj je izduženo, a glava prekrivena koštanim pločama. Leđa su joj crna, sa svjetlijim bokovima i bijelim trbuhom. Rilo je dugačko, izduženo i blago uzdignuto.
Prehrana joj se sastoji uglavnom od ribe, mekušaca, rakova i ličinki kukaca.
Tijekom dana obitava u površinskim slojevima vode, a po noći u dubljim dijelovima. Migratorna je vrsta, pa prezimljuje u slanim vodama, a na proljeće migrira nazad u slatke vode na mrijest (anadromna vrsta).
Mužjaci spolnu zrelost dosegnu s četiri godine, a ženke sa sedam. Parenje traje od svibnja do srpnja, nakon čega ženka izbacuje 20.000 - 350.000 jaja. Životni vijek pastruge je oko 25 godina.

## Ugroženost i zaštita
Porast komercijalnog ribolova tijekom 20. stoljeća uzrokovao je drastično smanjenje brojnosti pastruge. Drugi element koji ugrožava opstanak vrste je regulacija vodotoka kroz melioraciju, kanalizaciju vodotoka i izgradnju velikih hidroelektrana bez tzv. "ribljih staza".
Najbolji prikaz lošeg stanja je pad ukupnog ulova. 1992. godine ukupni ulov bio je 2.730 tona, dok je 2004. godine bio jedva 38 tona (pad od 98%), a trend pada brojnosti se nastavlja. Kako bi se vrsta zaštitila od izumiranja, osniva se sve više ribogojilišta, ali rezultati uzgajanja još nisu u potpunosti poznati.